# 穆蘭加十數樟
穆蘭加十數樟是白桂皮科中的一個物種，可在莫三比克、南非、史瓦濟蘭和辛巴威等地發現。現在正因棲地破壞而受威脅。